# Cinco Artistas em Sintra

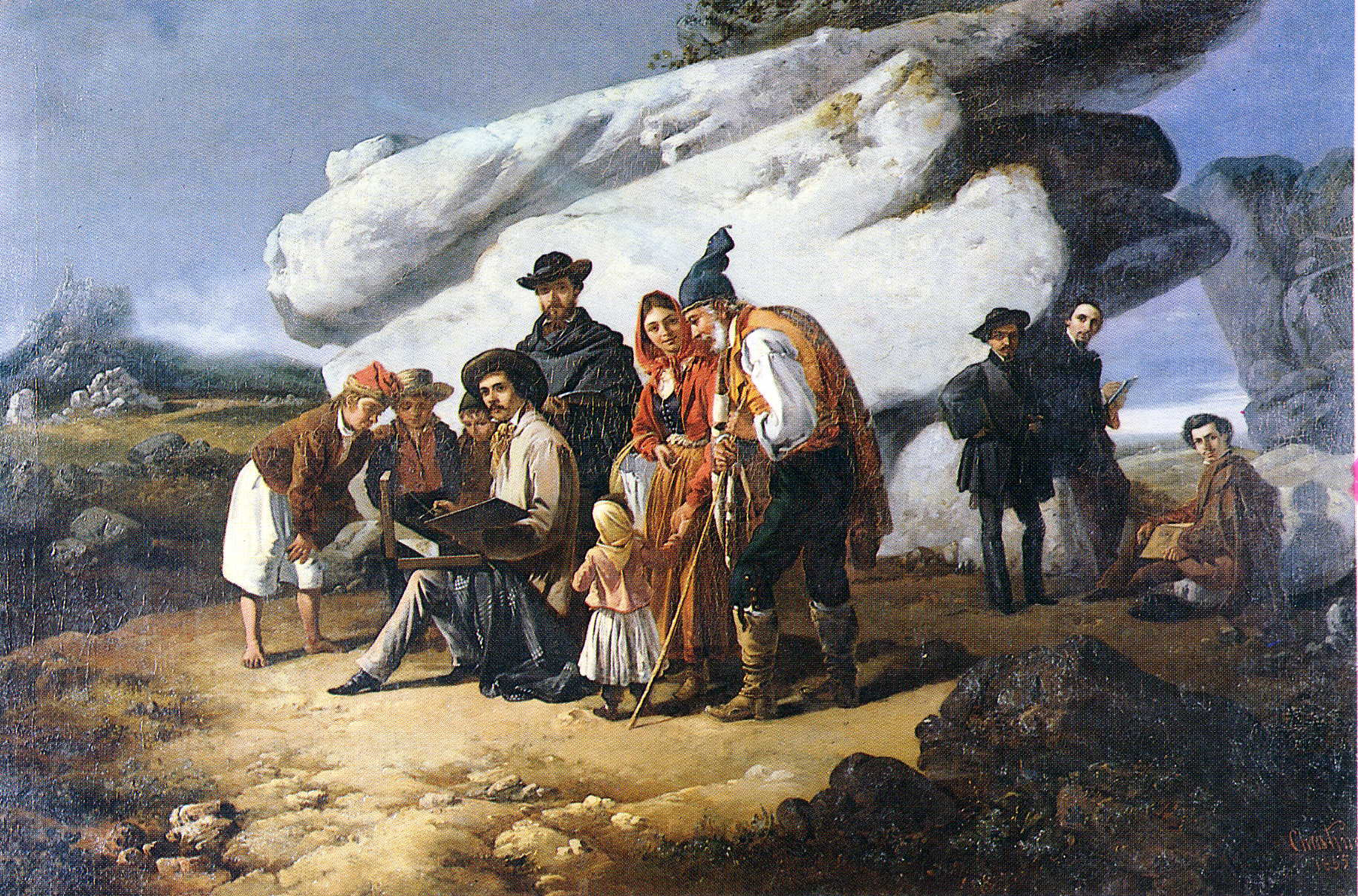
Cinco Artistas em Sintra

Cinco Artistas em Sintra, é uma pintura de 1855 (Óleo sobre tela 87 X 129 cm), por João Cristino da Silva.
Exibições
- 1855 - Exposição Universal de Paris

Foi comprada pelo Rei Consorte D. Fernando II e actualmente faz parte do espólio do Museu do Chiado.
Neste quadro realizado propositadamente para a Exposição Universal de 1855, podem-se ver os artistas Francisco Augusto Metrass atrás de Tomás da Anunciação, o escultor Vítor Bastos tendo ao seu lado Cristino a desenhar e José Rodrigues sentado. O único artísta romântico não representado nesta obra de arte foi o Visconde de Meneses.